# Zabelia onkocarpa
Zabelia onkocarpa là một loài thực vật có hoa trong họ Kim ngân. Loài này được Karl Otto Robert Peter Paul Graebner mô tả khoa học đầu tiên năm 1900 dưới danh pháp Linnaea onkocarpa. Năm 1948 Makino chuyển nó sang chi Zabelia.

## Phân bố
Loài này có tại miền bắc Trung Quốc.
Một số tác giả coi Zabelia brachystemon, Z. onkocarpa và có thể cả Zabelia umbellata là đồng nghĩa của Zabelia dielsii.